# Maryland State Route 300
Die Maryland State Route 300 (kurz MD 300) ist eine State Route im US-Bundesstaat Maryland, die in Ost-West-Richtung verläuft.
Die State Route beginnt an der Maryland State Route 213 in Church Hill und endet nach 22 Kilometern an der Grenze zu Delaware und wird danach zur Delaware State Route 300.

## Verlauf
Nach der Abzweigung von der MD 213 im Zentrum der Stadt Church Hill verläuft die Straße auf der Sudlersville Road und trifft nach etwa 200 Metern auf die Maryland State Route 19, bevor sie die Stadt in Richtung Sudlersville verlässt. Nach der Kreuzung mit dem U.S. Highway 301 zweigt nahe der im 18. Jahrhundert errichteten Dudley’s Chapel in nördlicher Richtung die State Route 290 ab.
In der Main Street des Ortes Sudlersville trifft die MD 300 auf die Maryland State Route 313 sowie auf die nur 190 Meter lange State Route 837. Nach passieren des Sudlersville Cemetery verlässt die Straße den Ort in Richtung Osten und endet nach insgesamt 22 Kilometern an der Grenze zum Nachbarstaat Delaware, an der die Straße in die Delaware State Route 300 übergeht.